# 부안 청림리 석불좌상
부안 청림리 석불좌상(扶安 靑林里 石佛坐像)은 대한민국 전북특별자치도 부안군 상서면, 개암사에 있는 고려시대의 석불이다. 1986년 9월 8일 전라북도의 유형문화재 제123호로 지정되었다.

## 개요
청림리석불좌상은 일명 청림사(靑林寺) 절터로 불리는 곳에 있었던 불상으로 지금은 개암사 경내로 옮겨져 있다. 이 석불좌상은 원래 목과 몸체 부분이 떨어져 있었는데 근래에 복원하였다.
머리에 쓰고 있는 두건은 어깨와 등부분까지 길게 늘어져 있다. 손은 오른손 위에 왼손을 포갠 뒤 양 손의 엄지 손가락을 곧게 펴 맞대고 있다. 모아진 손바닥으로 구슬을 감싸 쥐고 있어서 지장보살을 표현한 것임을 알 수 있다.
자연석을 받침대로 하고 그 위에 아래로 향한 연꽃잎을 조각한 8각형의 대좌(臺座)를 올려 놓았다. 그 위에는 아무런 무늬가 없는 낮은 장구모양의 돌을 올려 놓았으며, 맨 위에는 연꽃이 활짝 핀 모양의 대좌를 올려 놓았는데 현재는 뒤집어져 있다.
전체적인 조각수법으로 보아 고려시대에 만들어진 작품으로 추정된다.

## 같이 보기
- 개암사

## 참고 자료
- 청림리석불좌상 - 국가유산청 국가유산포털